# Henry Larsen (aviron, 1891)
Pour les articles homonymes, voir Henry Larsen.
Henry Ludvig Larsen est un rameur norvégien né le 16 août 1891 à Oslo et mort le 20 janvier 1969 à Tønsberg. 

## Biographie
Henry Larsen dispute l'épreuve de quatre en pointe avec barreur  aux côtés de Birger Var, Theodor Klem, Per Gulbrandsen et Thoralf Hagen aux Jeux olympiques d'été de 1920 d'Anvers.